# 감각화
감각화 (感覺化)는 등장인물의 감각의 인식을 묘사하기 위한 허구문 방식이다. 론 로젤에 따르면, ". . .당신의 이야기 또는 소설의 성공은 많은 것들에 의존하지만, 가장 중요한 그것으로 당신의 독자를 끌어들이는 능력이다. 그리고 독자는 당신이 당신의 이야기를 구성하는 여러 가지의 실제 느낌을 전달했을 때 가장 완전하게 될 것이다" (Rozelle 2005, 76쪽). 제시카 페이지 모렐에 따르면, "당신은 물리적 세계에 뿌리를 두고 이야기를 생산하는 페이지에 감각을 옮겨 허구에 생명을 불어넣는다. . . 즉, 결합한 감각 성분의 은하계, 태피스트리를 만든다." (Morrell 2006, 172쪽)

## 같이 보기
- 허구문 방식
- 수사 방식
- 체 (허구)